# بيل تيرني (لاعب كرة قاعدة)
بيل تيرني (بالإنجليزية: Bill Tierney)‏ هو لاعب كرة قاعدة أمريكي، ولد في 14 مايو 1858 في بوسطن في الولايات المتحدة، وتوفي بنفس المكان في 21 سبتمبر 1898.

## وصلات خارجية
- بيل تيرني على موقعبيزبول رفرنس.كوم (الدوري الرئيسي) (الإنجليزية)
- بيل تيرني على موقعبيزبول رفرنس.كوم (الدوري الثانوي) (الإنجليزية)